# Óli Johannesen
Óli Johannesen, född den 6 maj 1972 i Tvøroyri på Färöarna, är en färöisk  före detta fotbollsspelare. Johannesen spelade 83 landskamper för Färöarnas herrlandslag i fotboll vilket länge placerade honom som etta på listan över flitigaste landskampsspelare för Färöarna. Numera ligger han tvåa på listan, bakom Fróði Benjaminsen.
Under större delen av karriären representerade Johannesen det färöiska klubblaget TB Tvøroyri, men han spelade också två år i den danska ligan i två olika lag.